# Pakse (district)
Pakse is een district van de provincie Champassak in Laos. De hoofdstad van het district is de gelijknamige stad Pakse.

## Belangrijke plaatsen
- Pakse
- Houaysae
- Houayhe